# Pano Pyrgos
Pano Pyrgos (griechisch Πάνω Πύργος) ist eine Gemeinde im Bezirk Nikosia in der Republik Zypern. Bei der Volkszählung im Jahr 2021 hatte sie 18 Einwohner.

## Name
Der Name Pano Pyrgos leitet sich wahrscheinlich von einem mittelalterlichen Turm ab, der sich in der Umgebung des heutigen Ortes befand. Eine volkstümliche Legende berichtet von einer Königin, deren drei Töchter jeweils für den Bau zweier Türme und einer Wasserversorgung verantwortlich gewesen seien – eine mögliche Erklärung für die Existenz der beiden benachbarten Siedlungen Pano Pyrgos („Oberer Turm“) und Kato Pyrgos („Unterer Turm“). Der Küstenhügel „Troulli“ mit einer noch erhaltenen Turmruine wird ebenfalls mit dem Ortsnamen in Verbindung gebracht. Der dortige Turm, vermutlich aus der venezianischen Periode, diente als Wachturm oder Leuchtturm und wurde als mittelalterliches Bauwerk identifiziert.
Der Zusatz „Pano“ (oben) zur Unterscheidung vom später entstandenen Küstenort Kato Pyrgos wurde erst nach dem frühen 20. Jahrhundert gebräuchlich, als sich die Bevölkerung zunehmend vom höher gelegenen Pano Pyrgos in Richtung Meer verlagerte.

## Lage und Umgebung, Klima, Geologie

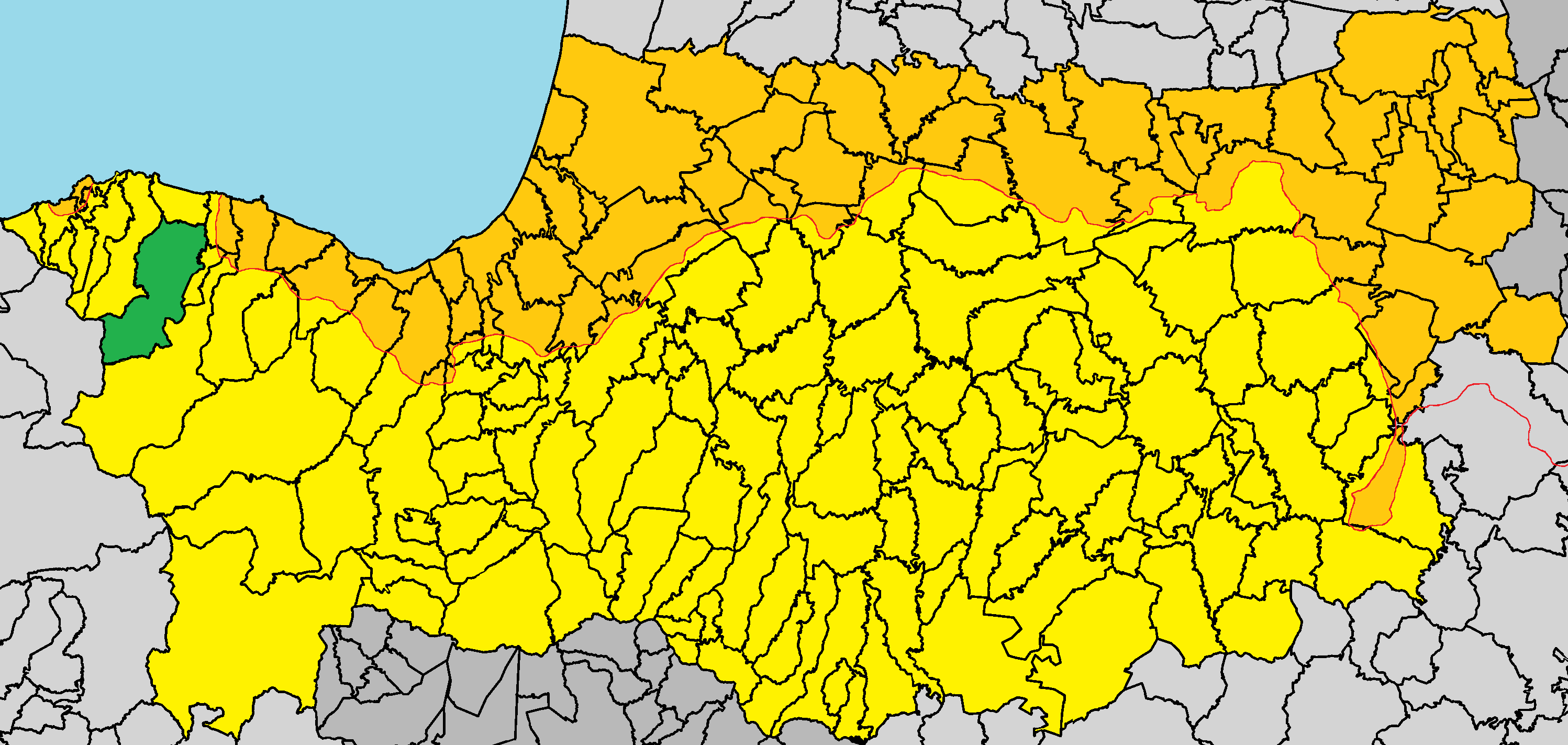
Lage im Bezirk Nikosia

Pano Pyrgos liegt auf der Tillyria-Halbinsel im Nordwesten der Mittelmeerinsel Zypern auf einer Höhe von etwa 200 Metern, etwa 85 Kilometer westlich von Nikosia, 120 Kilometer von Limassol und Larnaka und 90 Kilometer von Paphos entfernt. Das 27,3431 Quadratkilometer große Dorf grenzt im Norden an Kato Pyrgos, im Osten an das nordzyprische Ammadies und Agios Ioannis (Selemani), im Süden an Vroisia und im Westen an Livadi und Pigenia. Das Dorf kann über die Straße F743 erreicht werden. In den Verwaltungsgrenzen befindet sich das seit Anfang des 20. Jahrhunderts verlassene Dorf Ambelia.
Die durchschnittliche jährliche Niederschlagsmenge beträgt etwa 490 Millimeter. In der Region werden wenige Zitrusfrüchte, Mandelbäume, Futterpflanzen und in sehr geringem Maße Birnbäume angebaut. Der größte Teil des Dorfgebiets ist jedoch unbebaut und wird von vielfältiger natürlicher Vegetation eingenommen, vor allem von Kiefern, Thymian, Eukalyptusbäumen und Zistrosen. Ein Teil des Staatswaldes von Paphos liegt innerhalb der Verwaltungsgrenzen der Gemeinde.
Aus geologischer Sicht dominieren im Verwaltungsgebiet des Dorfes die Laven und Diabase des Ophiolith-Komplexes des Troodos-Gebirges. Auf diesen Gesteinen haben sich Braunerden und silikatreiche Böden entwickelt.

## Geschichte
Pano Pyrgos gilt als das ältere der beiden benachbarten Dörfer Pano Pyrgos und Kato Pyrgos. Einst war es das bedeutendere Dorf der Region, während Kato Pyrgos ursprünglich nur ein kleiner Siedlungsausläufer war, gegründet von Bewohnern des oberen Dorfes. Die Nähe von Pano Pyrgos zu den Wäldern an den nordwestlichen Hängen des Troodos-Gebirges förderte seine Entwicklung in einer Zeit, in der Holzwirtschaft und Viehzucht die Hauptbeschäftigungen der Einheimischen waren.
Mit der britischen Kolonialherrschaft Ende des 19. Jahrhunderts kam es jedoch zu tiefgreifenden Veränderungen. Die britische Verwaltung erließ Maßnahmen zum Schutz der Wälder und untersagte großflächige Beweidung. Diese Eingriffe schwächten die traditionelle Wirtschaftsgrundlage von Pano Pyrgos erheblich.
Im Gegensatz dazu profitierte Kato Pyrgos von der neuen Infrastruktur, was die Bewohner dazu führte, dass sie von Pano Pyrgos nach Kato Pyrgos übersiedelten. In der Folge verlor das obere Dorf an Bedeutung, während das untere wuchs.

### Bevölkerungsentwicklung
Die folgende Tabelle zeigt die Bevölkerung des Dorfes, wie sie in den in Zypern durchgeführten Volkszählungen erfasst wurde.
| Jahr      | 1881 | 1891 | 1901 | 1911 | 1921 | 1931 | 1946 | 1960 | 1976 | 1982 | 1992 | 2001 | 2011 | 2021 |
| Einwohner | 300  | 367  | 432  | 454  | 447  | 429  | 372  | 244  | 99   | 72   | 39   | 30   | 22   | 18   |